# Yandex Music
Yandex Music (in russo Яндекс Музыка?, Jandeks Muzyka) è un servizio di streaming musicale e video sviluppato dalla società ICT russa eponima.
Con oltre 41 milioni di abbonati al dicembre 2024, è risultato il leader in termini di utenze a pagamento nella Federazione Russa secondo i dati comunicati dalla GfK, relativi al quarto trimestre dello stesso anno.

## Storia

Icona di Yandex Music

Il 22 settembre 2010 è avvenuto il lancio di Yandex Music, un servizio presentato separatamente da Yandex che permette il consumo di un catalogo comprendente album e brani anche edito dalle tre major, la Sony, l'Universal e la Warner.
Nel settembre 2015 è stato citato in un articolo di Billboard come uno dei due servizi streaming musicali più popolari in Russia, assieme a Zvuk, a seguito della fine dell'era dei supporti fisici. Sono stati tra l'altro rivelati per la prima volta gli artisti, gli album e le tracce più popolari dell'anno sul servizio a fine dicembre.
Nel gennaio 2017 è stato riportato che il numero di abbonati registrato nel corso dell'anno precedente era pari a oltre 250 000, un numero tre volte superiore rispetto al 2015. Inoltre, nello stesso 2016 Yandex Music è stato usato almeno da 20 milioni di persone in un mese secondo stime ufficiali (risultato superato l'anno dopo) e si è rivelato il secondo in termini di registrati a pagamento, dietro ad Apple Music (600 000). Nel maggio 2017 è stata aggiunta la funzionalità relativa alla modalità offline, mentre dal luglio successivo è stata implementata la traduzione automatica dall'inglese al russo tramite Skyeng.
Nell'agosto 2018 è stata invece introdotta la possibilità di identificare le canzoni, in collaborazione con Shazam. Al luglio 2020, secondo Billboard, il servizio ha raccolto oltre 3 milioni di abbonati.
Como conseguenza dell'invasione russa dell'Ucraina del 2022 e le sanzioni internazionali, è stato impossibile accedere al contenuto inedito delle tre major, diventate tutte inattive in territorio russo, e si è verificato un ritiro di alcune opere musicali occidentali e di artisti ucraini. Nel marzo 2023, tuttavia, la Nacional'naja Federacija Muzykal'noj Industrii ha dichiarato che sono state elaborate soluzioni per permettere agli utenti di caricare prodotti editi dalle major sul servizio musicale sotto licenza UGC, senza il coinvolgimento e l'autorizzazione di queste ultime.
Nell'estate 2023 sono state integrate due funzionalità, Leto e Moja volna, compilate individualmente sulla base del contenuto ascoltato da ciascun utente. A partire dallo stesso anno Yandex Music ha dichiarato di aver rimosso una parte di contenuto che affronta tematiche tra cui le «fake news sull'operazione militare in Ucraina», nonché le critiche nei confronti dell'esercito russo e della legge russa sulla propaganda LGBT.
Nel gennaio 2024 Basta è stato il primo artista in assoluto a superare i 9 milioni di ascoltatori mensili sulla piattaforma. Dall'agosto 2024 sono state rese disponibili le qualità lossless e FLAC per gli abbonati a «plus». Dal mese seguente, invece, è effettuabile la visualizzazione di oltre 500 000 video musicali dal servizio a seguito di un rallentamento nel caricamento di YouTube in suolo russo; quest'ultimo divenuto prevalentemente inutilizzabile e rallentato dopo un blocco imposto dal governo già alla fine dell'anno.
Nell'ottobre 2024 Yandex Music è risultata una delle piattaforme musicali costrette dalla Duma a contrassegnare gli «agenti stranieri» ed è stato successivamente lanciato Impul's, uno strumento di promozione usufruibile da alcuni artisti.
È stata la 7ª piattaforma di streaming musicale col maggior numero di abbonati (41 milioni) al mondo nel corso dell'intero 2024, detenendo così il 5% del mercato globale in termini di utenze a pagamento secondo le dichiarazioni della MIDiA. Yandex ha inoltre rivelato che a dicembre 2024 è stato raggiunto il miglior picco di utenze premium in unico mese, pari a 26 milioni.
Nel giugno 2025 il servizio musicale ha evidenziato di aver messo in funzione un sistema di algoritmi basato sui bisogni dell'utenza a lungo termine attraverso reti neurali; ciò si è dimostrato più tre volte più efficace e ha comportato un aumento degli ascolti sulla piattaforma.

## Disponibilità geografica

Mappa raffigurante la disponibilità di Yandex Music nel mondo al marzo 2025

È disponibile nella maggior parte delle ex Repubbliche sovietiche, tra cui Armenia, Azerbaigian, Bielorussia, Georgia, Kazakistan, Kirghizistan, Moldavia, Russia, Tagikistan, Turkmenistan e Uzbekistan. Dall'ottobre 2018 è utilizzabile anche in Israele.
La stessa piattaforma è stata pure fruibile per il consumo di podcast in altre zone del mondo, come Australia, Canada, Germania, Italia e Stati Uniti d'America; tuttavia, la funzionalità è stata poi interrotta a partire dagli inizi del 2023.